# Île Maudite
Île Maudite är en ö i Algeriet.   Den ligger i provinsen El Tarf, i den nordöstra delen av landet, 500 km öster om huvudstaden Alger.